# ミゲル・モンテイロ
ルイス・ミゲル・ブリト・ガルシア・モンテイロ（Luís Miguel Brito Garcia Monteiro, 1980年1月4日 - ）は、ポルトガル・リスボン出身のサッカー選手。ポジションはDF（右サイドバック）。カーボベルデ系ポルトガル人である。

## クラブ経歴
1998年にCFエストレラ・アマドーラからデビューし、当時はウイングとしてプレーしていた。2000年にSLベンフィカに移籍。それと同時にフェルナンド・シャラーナ暫定監督によって右サイドハーフや右サイドバックに転向させられた。2004-05シーズンは22試合に出場して2得点し、11シーズンぶりにスーペル・リーガ優勝を果たした。
2005年7月1日、移籍金750万ユーロでスペインのバレンシアCFに移籍した。2007年9月には契約期間を5年延長し、2007-08シーズンにはコパ・デル・レイを勝ち取った。2007-08シーズン途中、13歳から煙草を吸っていることや週に一度は夜遊びに出かけていることを告白し、批判を浴びるとともに自信も急激に調子を落とした。。2008年1月には、自身のバースデーパーティの最中にチームメイトで同胞のマヌエル・フェルナンデスが暴行事件に巻き込まれ、ミゲル自身も逮捕された。2009年12月、ディスコで起きた銃撃戦の末に逮捕され、暴行および銃器所持の容疑で起訴された。2009年夏にはUDアルメリアからブルーノ・サルトールが加入したため、2009-10シーズンはポジション争いが激化して25試合の出場にとどまった。

## 代表経歴
2003年2月12日のイタリア戦でポルトガル代表デビューした。2004年のUEFA EURO 2004ではパウロ・フェレイラの不調によりレギュラーとしてプレーしたが、決勝でギリシャに敗れた。2006年には2006 FIFAワールドカップに出場し、オランダ戦ではフォワードのようなプレーをした。2008年のUEFA EURO 2008ではジョゼ・ボシングワの控えであり、グループリーグのスイス戦 (0-2) の1試合に出場した。2010年の2010 FIFAワールドカップにも出場し、北朝鮮戦 (7-0) に出場した。2010年9月9日、ポルトガル代表からの引退を表明した。9月7日のUEFA EURO 2012予選・ノルウェー戦が代表でのラストゲームとなった。

## 所属クラブ
- 1998-2000  CFエストレラ・アマドーラ
- 2000-2005  SLベンフィカ
- 2005-2012  バレンシアCF

## 代表歴

### 出場大会
- 2003-2010 ポルトガル代表
  - 2004 - UEFA EURO 準優勝
  - 2006 - FIFAワールドカップ 4位
  - 2008 - UEFA EURO
  - 2010 - FIFAワールドカップ

### 試合数
- 国際Aマッチ 58試合 1得点（2003年-2010年）[5]

| ポルトガル代表 | 国際Aマッチ | 国際Aマッチ |
| 年             | 出場        | 得点        |
| -------------- | ----------- | ----------- |
| 2003           | 9           | 1           |
| 2004           | 12          | 0           |
| 2005           | 4           | 0           |
| 2006           | 12          | 0           |
| 2007           | 8           | 0           |
| 2008           | 5           | 0           |
| 2009           | 3           | 0           |
| 2010           | 5           | 0           |
| 通算           | 58          | 1           |

## タイトル

### クラブ
SLベンフィカ
- タッサ・デ・ポルトガル : 2003-04
- スーペル・リーガ : 2004-05
- スーペルタッサ・カンディド・デ・オリベイラ : 2005

バレンシアCF
- コパ・デル・レイ : 2007-08